# Setsen khan
Setsen khan (mongol : ᠰᠡᠴᠡᠨ
ᠬᠠᠨ, cyrillique : Сэцэн хан, MNS : Setsen khan ; chinois : 车臣汗 ; pinyin : chēchén hàn), autrefois translittéré en Tsetsen-khan en français, est le titre du dirigeant de la ligue Setsen Khan ou Setsen Khan aïmag (mongol : ᠰᠡᠴᠡᠨ
ᠬᠠᠨ
ᠠᠶᠢᠮᠠᠭ, cyrillique : Сэцэн хан аймаг, MNS : Setsen khan aimag ; 车臣汗国, chēchén hànguó, « khanat Setsen »), un aimag (ligue), de Mongolie-Extérieure (actuelle Mongolie), sous le régime des ligues et bannières de la dynastie Qing, à partir de 1691, remplaçant ainsi le pouvoir du Altan Khan des Khotogoid.

## Gouverneurs
Demchigdorj est le 19e de ces khans, il meurt sans fils.
Tserendondovyn Navaanneren (1877–1937) est le 20e, et le dernier de ces khans, il règne de 1910 à 1911 avant de devenir ministre de Bogdo Khan.